# Arrondissement d'Altmark-Salzwedel
L'arrondissement d'Altmark-Salzwedel est un arrondissement  ("Landkreis" en allemand) de Saxe-Anhalt  (Allemagne).
Son chef lieu est Salzwedel.

## Villes, communes & communautés d'administration
(nombre d'habitants en 2009)
| Einheitsgemeinden 1. Arendsee, ville (7 479) 2. Gardelegen, ville (24 183) 3. Kalbe, ville (8 309) 4. Klötze, ville (10 964) 5. Salzwedel, ville (25 062) | Verbandsgemeinde Beetzendorf-Diesdorf (* siège de la Verbandsgemeinde) 1. Apenburg-Winterfeld (1 789) 2. Beetzendorf * (3 389) 3. Dähre (1 521) 4. Diesdorf (2 526) 5. Jübar (1 784) 6. Kuhfelde (1 196) 7. Rohrberg (1 198) 8. Wallstawe (1 000) |

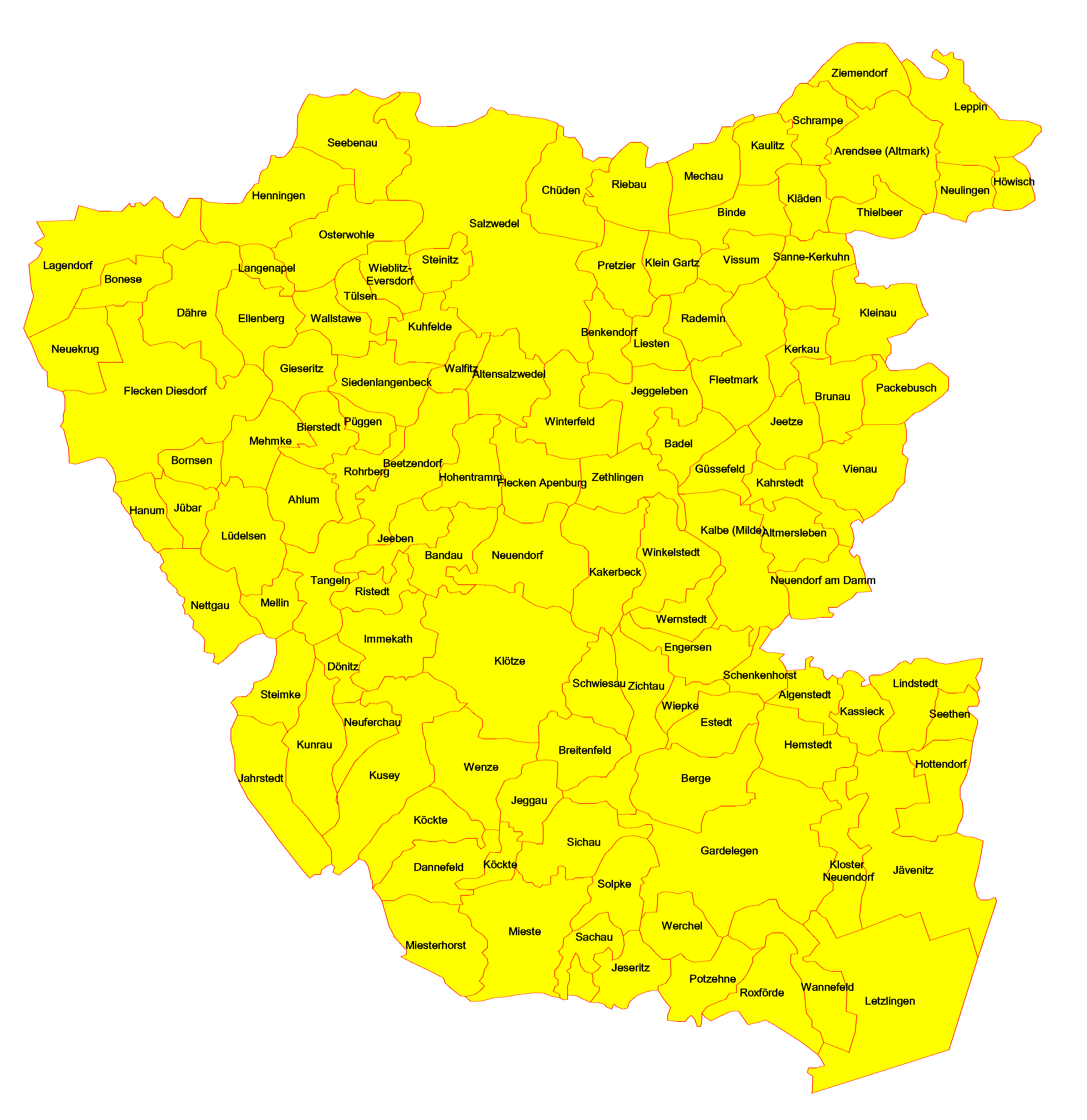
Anciennes communes de l'arrondissementd'Altmark Salzwedel (avant 2007)

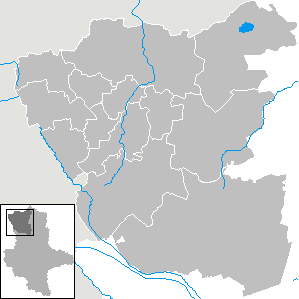
Communes de l'arrondissement d'Altmark-Salzwedel (depuis 2007)